# スモール・ソルジャーズ
『スモール・ソルジャーズ』（原題: Small Soldiers）は、1998年のアメリカ映画。

## あらすじ
玩具メーカー・ハートランド玩具が大企業グループのグロボテック社に買収された。ハートランドのデザイナーであるラリーとアーウィンは、各々がデザインしたコマンドー・エリートという軍人をモチーフにしたフィギュアと、ゴーゴナイトというモンスターをモチーフにしたフィギュアをグロボテック社長ギル・マーズにプレゼンする。ギルはプレゼン動画とサンプルを見て、フィギュアが実際に自動で動くようにすること、コマンドーが正義でゴーゴナイトが悪という設定にすること、3か月で出荷させることを、2人に命じる。ラリーは、アーウィンの社員アカウントを使い、フィギュアに実装するマイクロチップとして、グロボテックが開発した軍用チップ・X1000を発注してしまう。
3か月後、コマンドーとゴーゴナイトの発売を月曜に控えた週末、玩具屋の息子アラン・アバーナシー（グレゴリー・スミス）は、ハートランドの下請け運搬業者のジョーが余所の玩具屋に配達する予定のコマンドーとゴーゴナイトを一セット譲ってもらい、コマンドー・エリートのチップ・ハザード（トミー・リー・ジョーンズ）とゴーゴナイトのアーチャー（フランク・ランジェラ）のフィギュアを発売前に開封・起動してしまう。そこに、自宅の隣に住むクリスティン・フィンプルが弟のティミーを連れて、玩具屋にやってくる。ティミーはチップとアーチャーを欲しがるが、余りに高価なため、取り置きを頼む。クリスティンに一目惚れしたアランは快諾するが、店を去ったクリスティンがボーイフレンドと仲良くする様子を見て落ち込む。そしてフィギュアを棚に陳列した際、出張する父スチュアートの航空券を発見したアランは、急いで自宅に戻る。自宅では、スチュアートとクリスティンの父フィルが、アバーナシー家の植樹を巡って喧嘩していた。母アイリーンとともに喧嘩を仲裁し、出かけるスチュアートを見送ったアランが自室に戻ると、バッグの中にアーチャーが入っていることに気付いた。アランは、アーチャーが自ら考えたかのようにしゃべり、そして動いている様子を見て、彼が普通の玩具でないことを悟る。
翌日、アランが玩具屋に戻ると、コマンドーとゴーゴナイトのフィギュアがすべて消えて、店が荒らされていた。コマンドーたちは、敵であるゴーゴナイトを破壊するために、勝手に動き出したのだ。そこにフィギュアを買いに来たクリスティンが訪れ、二人で店を片付けるも、出張を終えたスチュアートに見つかり、アランは激しく糾弾される。アランは壊れたラジオとバラバラに壊されていたゴーゴナイト・トログロカンをゴミコンテナに捨て、自宅へ戻り、グロボテック社のコールセンターにクレームをつけるが、発売日前ということで相手にしてもらえない。その夜、チップが他のコマンドーたちとともにアバーナシー邸に侵入し、アーチャーを尋問してきた。気付いたアランの助力で窮地を脱し、更にコマンドーの1体・ニック・ニトロを半壊させるが、騒ぎに気付いた両親は、玩具が襲ってきたなど信じてくれない。自室に戻ったアランとアーチャーは、コマンドーたちがアーチャーを破壊せずに尋問したのは、他のゴーゴナイトたちがまだ生きているためだと推理する。
翌日、アランとアーチャーが、トログロカンを捨てたコンテナを漁ると、案の定ゴーゴナイトが全員隠れていた。ゴーゴナイトたちは、故郷であるゴーゴンに行きたいと告げる。アランはゴーゴンが架空の場所だと説明するが、それでもゴーゴナイトたちの意思は変わらない。その晩、コマンドーたちは、ゴーゴナイトの協力者であるアランと隣家のクリスティンが懇意であることを知り、フィンプル邸に強襲をかける。両親を睡眠薬で眠らせ、ティミーを拘束し、クリスティンの所有するファッションドールを改造して尖兵にしたコマンドーたちは、夜帰宅したクリスティンを拘束し、アランに呼び出しをかける。
アランはゴーゴナイトたちと作戦を立て、囮でコマンドーたちの気を引き、フィンプル邸に侵入、クリスティンを救出する。3人は何とかフィンプル邸を脱出するも、コマンドーたちは電動工具やラジコンを改造して作った戦闘車両で追い駆けてくる。逃走劇の果て、コマンドーたちを川に落水させたアランたちが自宅へ戻ると、アバーナシー家とフィンプル家の両親たちが、アバーナシー邸で、フィンプル邸で起こったことで言い争いをしていた。そこに、コールセンターへのクレームを把握したラリーとアーウィンが訪れ、事態の収拾を図ろうとする。だが、唯一生き残っていたチップが、リコールで返送されるコマンドーを満載したトラックを乗っ取り、大軍勢でアバーナシー邸を襲ってきた。アランたちはアーウィンの提案によりX1000チップの弱点である電磁パルスを発生させるため電柱に設置された変圧器を爆発させる作戦を思い付き、これまで逃げ隠れするだけだったゴーゴナイトらもアランを守るために覚悟を決め、コマンド・エリートと戦う。発生した電磁パルスはコマンドーたちを全滅させたが、当然のことながら同じくX1000チップを搭載するゴーゴナイトにとっても弱点であった。
戦いが終わった翌日、中破したフィンプル邸とアバーナシー邸にギルが訪れ、両家の家長に賠償金を支払う。ラリーとアーウィンは事件の責任を負うつもりでいたが、ギルはリコールされたコマンド・エリートを軍事転用するよう指示を出しほくそ笑む。一方、アランはフィンプル邸のパラボラアンテナの陰に隠れ、電磁パルスをやり過ごしていたゴーゴナイトたちを発見する。生きていた彼らはゴーゴンを目指すことを望み、アランに見送られ、模型の船で旅立つのだった。

## 登場人物

### 主要人物
アラン・アバーナシー
演 - グレゴリー・スミス
主人公。引っ越してきたばかりの、玩具屋の息子。素行は悪いが根は優しくて勇敢である。
クリスティ・フィンプル
演 - キルスティン・ダンスト
ヒロイン。アランとは隣人の関係。美少女でアランにアプローチされるがボーイフレンドの事やアランの評判の悪さの事もあり軽くいなしていて友人としてしか見ていない。後にコマンドーエリートに拘束、人質となるがアラン達の活躍により解放された。
アーチャー
声 - フランク・ランジェラ
ゴーゴナイトのリーダー。温厚な性格。故郷である架空の国・ゴーゴンを探している。コマンド・エリートに対するやられ役として作られたため彼らを恐れているが、いざとなればチップ・ハザードよりも戦闘能力が高い。
チップ・ハザード
声 - トミー・リー・ジョーンズ
コマンドー・エリートのリーダー。好戦的な性格。ゴーゴナイトを破壊するため、隊員達と共に様々な暴動を引き起こす。

### 人間

#### 主要人物の関係者
フィル・フィンプル
演 - フィル・ハートマン
クリスティの父。ハイテク好き。隣人のアバーナシー家とは折り合いが悪い。
スチュアート・アバーナシー
演 - ケヴィン・ダン
アランの父。インナーチャイルド玩具店の店主。
アイリーン・アバーナシー
演 - アン・マグナソン
アランの母。テニスが得意。
マリオン・フィンプル
演 - ウェンディ・シャール
クリスティの母。マイペースな性格。
ティミー・フィンプル
演 - ジェイコブ・スミス
クリスティの弟。玩具好き。
ブラッド
演 - ジョナサン・ボーク
クリスティのボーイフレンド。

#### グロボテック社
ラリー・ベンソン
演 - ジェイ・モーア
ハートランド玩具のデザイナー。コマンドー・エリートの生みの親。軍用チップ・X1000をフィギュアに実装させ、大惨事を引き起こす。
アーウィン・ウェイフェア
演 - デヴィッド・クロス
ハートランド玩具のデザイナー。ゴーゴナイトの生みの親。
ギル・マース
演 - デニス・リアリー
社長。ハートランド玩具を買収する。
ジョー
演 - ディック・ミラー
ハートランド玩具の配送員。アランとは顔見知りの関係。
キーゲル
演 - アレクサンドラ・ウィルソン
社長秘書。
ラルフ
演 - ロバート・ピカード
軍用チップ・X1000の開発者。

### ゴーゴナイト
パンチット
声 - ハリー・シアラー
サイのような姿をしたモンスター。力持ち。
スラムフィスト
声 - クリストファー・ゲスト
トロール風のモンスター。怪力の持ち主だが、気が弱くのんびりした性格。
スクラッチット
声 - クリストファー・ゲスト
顔から足が生えている黄色のモンスター。ジャンプが得意。
インセニアック
声 - マイケル・マッキーン
青い体のモンスター。やたらと早口でハイテンション。体を回転させながら移動できる。
フリーケンシュタイン
声 - マイケル・マッキーン
コマンドー達にバラバラにされたモンスター。その後、ゴーゴナイトの面々に修理され復活する。元の名はトログロカン。
オキュラ
声 - ジム・カミングス
一つ目のモンスター。三本足で歩行し、唯一人語を話せない。テレビが好き。

### コマンドー・エリート
ブリック・バズーカ
声 - ジョージ・ケネディ
砲兵。隊員の中で一番の巨漢。
キップ・キリガン
声 - アーネスト・ボーグナイン
工作兵。常に葉巻を咥えている。
ニック・ニトロ
声 - クリント・ウォーカー
爆破担当。モヒカン頭が特徴。
リンク・スタティック
声 - ブルース・ダーン
通信兵。
ブッチ・ミートフック
声 - ジム・ブラウン
狙撃兵。唯一の黒人。
グウェンディ人形
声 - クリスティーナ・リッチ、サラ・ミシェル・ゲラー
クリスティが所有していたファッションドール。AIチップのコピーを移植され、コマンド・エリート部隊の尖兵となる。

## キャスト
| 役名                                 | 俳優                                          | 日本語吹き替え | 日本語吹き替え | 日本語吹き替え      |
| 役名                                 | 俳優                                          | VHS版          | DVD版          | 日本テレビ版        |
| ------------------------------------ | --------------------------------------------- | -------------- | -------------- | ------------------- |
| アラン・アバーナシー                 | グレゴリー・スミス                            | 優希比呂       | 阪口大助       | 宮田幸季            |
| クリスティ・フィンプル               | キルスティン・ダンスト                        | 笠原弘子       | 小島幸子       | 坂本真綾            |
| ラリー・ベンソン                     | ジェイ・モーア                                | 家中宏         | 落合弘治       | 檀臣幸              |
| フィル・フィンプル                   | フィル・ハートマン                            | 野島昭生       | 仲野裕         | 内田直哉            |
| スチュアート・アバーナシー           | ケヴィン・ダン                                | 内田直哉       | 島香裕         | 野島昭生            |
| ギル・マース                         | デニス・リアリー                              | 有本欽隆       | 小山武宏       | 大塚芳忠            |
| アーウィン・ウェイフェア             | デヴィッド・クロス                            | 井上倫宏       | 小形満         | 岩崎ひろし          |
| アイリーン・アバーナシー             | アン・マグナソン                              | 弘中くみ子     | 野沢由香里     | 雨蘭咲木子          |
| ジョー                               | ディック・ミラー                              | 阪脩           | 塚田正昭       | 八奈見乗児          |
| マリオン・フィンプル                 | ウェンディ・シャール                          |                | よのひかり     | よのひかり          |
| ティミー・フィンプル                 | ジェイコブ・スミス                            | 津村まこと     | 津村まこと     | 大谷育江            |
| キーゲル                             | アレクサンドラ・ウィルソン                    | 田中敦子       | 田中敦子       | 一城みゆ希          |
| ラルフ                               | ロバート・ピカード                            | 阪脩           | 仲野裕         | 後藤哲夫            |
| ブラッド                             | ジョナサン・ボーク                            | 島田敏         | 平川大輔       | 川島得愛            |
| コマンドー・エリート（声の出演）     |                                               |                |                |                     |
| チップ・ハザード                     | トミー・リー・ジョーンズ                      | 玄田哲章       | 銀河万丈       | 玄田哲章            |
| ブリック・バズーカ                   | ジョージ・ケネディ                            | 郷里大輔       | 乃村健次       | 斎藤志郎            |
| キップ・キリガン                     | アーネスト・ボーグナイン                      | 天田益男       | 鳥畑洋人       | 水内清光            |
| ニック・ニトロ                       | クリント・ウォーカー                          | 大塚芳忠       | 小山武宏       | 宝亀克寿            |
| リンク・スタティック                 | ブルース・ダーン                              | 島田敏         | 喜多川拓郎     | 麦人                |
| ブッチ・ミートフック                 | ジム・ブラウン                                | 沢木郁也       | 斎藤志郎       | 楠大典              |
| グウェンディ人形                     | クリスティーナ・リッチ サラ・ミシェル・ゲラー | 本田貴子、他   |                | かないみか 浅井晴美 |
| ゴーゴナイト（声の出演）             |                                               |                |                |                     |
| アーチャー                           | フランク・ランジェラ                          | 麦人           | 沢木郁也       | 大塚明夫            |
| パンチット                           | ハリー・シアラー                              | 野島昭生       | 塚田正昭       | 大塚芳忠            |
| スラムフィスト                       | クリストファー・ゲスト                        |                | 鈴木勝美       | 長島雄一            |
| スクラッチット                       | クリストファー・ゲスト                        |                |                |                     |
| インセニアック                       | マイケル・マッキーン                          | 内田直哉       | 小形満         | 三ツ矢雄二          |
| フリーケンシュタイン（トログロカン） | マイケル・マッキーン                          |                | 落合弘治       |                     |
| オキュラ                             | ジム・カミングス                              |                |                |                     |

- VHS版：1999年7月23日発売。NetflixやdTVでの配信にも使用されている
- DVD版：2001年2月23日発売。2022年10月7日発売のBlu-ray版にも使用されている
- 日本テレビ版：2002年8月9日『金曜ロードショー』

その他日本語吹替え：沢海陽子、入絵加奈子、喜多川拓郎、津村まこと、隈本吉成、永井誠、清水敏孝

## 設定

### グロボテック社
軍事産業から民間産業にまで幅を利かせる大企業。特に軍事産業には力を入れている。玩具メーカーを買収したのもその一環で、将来の世界の担い手である子どもの購買層をもターゲットに収める為。良くも悪くも自分達の利益になる事には非常に目がなく、利益に結びつく事なら多少の犠牲は厭わない方針。事件を相談されても相談窓口係が事態が飲み込めず対応は後手に回ってしまったものの、社長自ら事件の現場を見に来る等ある程度のフォローは行っている。社長は破壊されたコマンドー達の戦果には実に満足した様で、安すぎるとして値上げをして軍事方面に売り込む事を決定するなど、事件を反省するより、むしろ喜んでいた。

### ゴーゴナイト
グロボテック社の社長からは悪役扱いされてしまったが、自然と自由を大切にする異形の獣人達。元々が幼児用言語学習プログラムのキャラクターな為か、醜い見た目に反し友好的。母国であるゴーゴンに辿り着く事を悲願とする。軍隊であるコマンドー・エリートとは敵対関係にあり、コマンドー達に負けるようプログラムされている。民間人には危害を加えたりする事を良しとせず、常に隠れ、基本的には会話で物事を解決しようとする（但し護身の為に刃を振るう事はあり、実はコマンドー・エリートよりも戦闘能力は高い）。玩具としてはコマンドー・エリート同様、本来は対話型可動フィギュアとして製作されたが、軍事用の最新型AIを組み込まれた事により自立型可動フィギュアとして活動を開始、ゴーゴンを探している。

### コマンドー・エリート
ゴーゴナイトを敵視する軍人で構成された6人の精鋭からなる部隊。本来は悪役側に相当すると思われるがグロボテック社の社長からは正義側として採用する様に注文が付けられた。ゴーゴナイト殲滅を第一にしており、それが為なら例え民間人だろうと邪魔する者には容赦はしない。玩具としてはゴーゴナイト同様、本来は対話型可動フィギュアとして製作されたが、軍事用の最新型AIを組み込まれた事により、自立型可動フィギュアとして活動を開始してしまい騒動を起こす。釘撃ち機で機関銃を製作したり、バービー人形に芯を組み込んで、自分達と同程度の兵隊に改造するなど人間顔負けの技術力を持っており、敵の目的を瞬時に見抜く洞察力を持つなど知能も極めて高い。ゴーゴナイトやアランら人類に総攻撃を仕掛けていたが、彼らの戦闘能力の肝とも言えるチップに、「強い電磁波に耐えられない」という致命的な弱点が発覚し敗北する。

## スタッフ
- 監督：ジョー・ダンテ
- 製作：コリン・ウィルソン、マイケル・フィネル
- 脚本：ギャヴィン・スコット、アダム・リフキン、テッド・エリオット、テリー・ロッシオ
- 撮影：ジェイミー・アンダーソン
- 音楽：ジェリー・ゴールドスミス
- 美術：ウィリアム・サンデル
- 編集：マーシャル・ハーヴェイ
- 衣装：マルレーネ・スチュワート
- 特撮：スタン・ウィンストン

## 評価
レビュー・アグリゲーターのRotten Tomatoesでは45件のレビューで支持率は49%、平均点は6.20/10となった。

## 漫画版
上山道郎により漫画化された。月刊コロコロコミックにて1998年11月号から1999年1月号にかけて連載。フィギュアの製造元、その関係者については映画と同じだが、舞台を日本に置き換えるなど一部設定が変更されている。
- ISBN 978-4-09-149471-9

## 余談
フィル・フィンプル役を演じたフィル・ハートマンは本作公開直前に死去しており、エンドクレジットの最後にメイキング映像とともに「フィルに捧ぐ（FOR PHIL）」というメッセージが流れる。